# Mamou (prefectuur)
Mamou is een prefectuur in de regio Mamou van Guinee. De hoofdstad is Mamou, die tevens de hoofdstad van de regio Mamou is. De prefectuur heeft een oppervlakte van 10.250 km² en heeft 318.981 inwoners.
De prefectuur ligt in het midden van het land, deels in het hoogland van Fouta Djalon en grenst aan Sierra Leone in het zuiden.

## Subprefecturen
De prefectuur is administratief verdeeld in 14 sub-prefecturen:

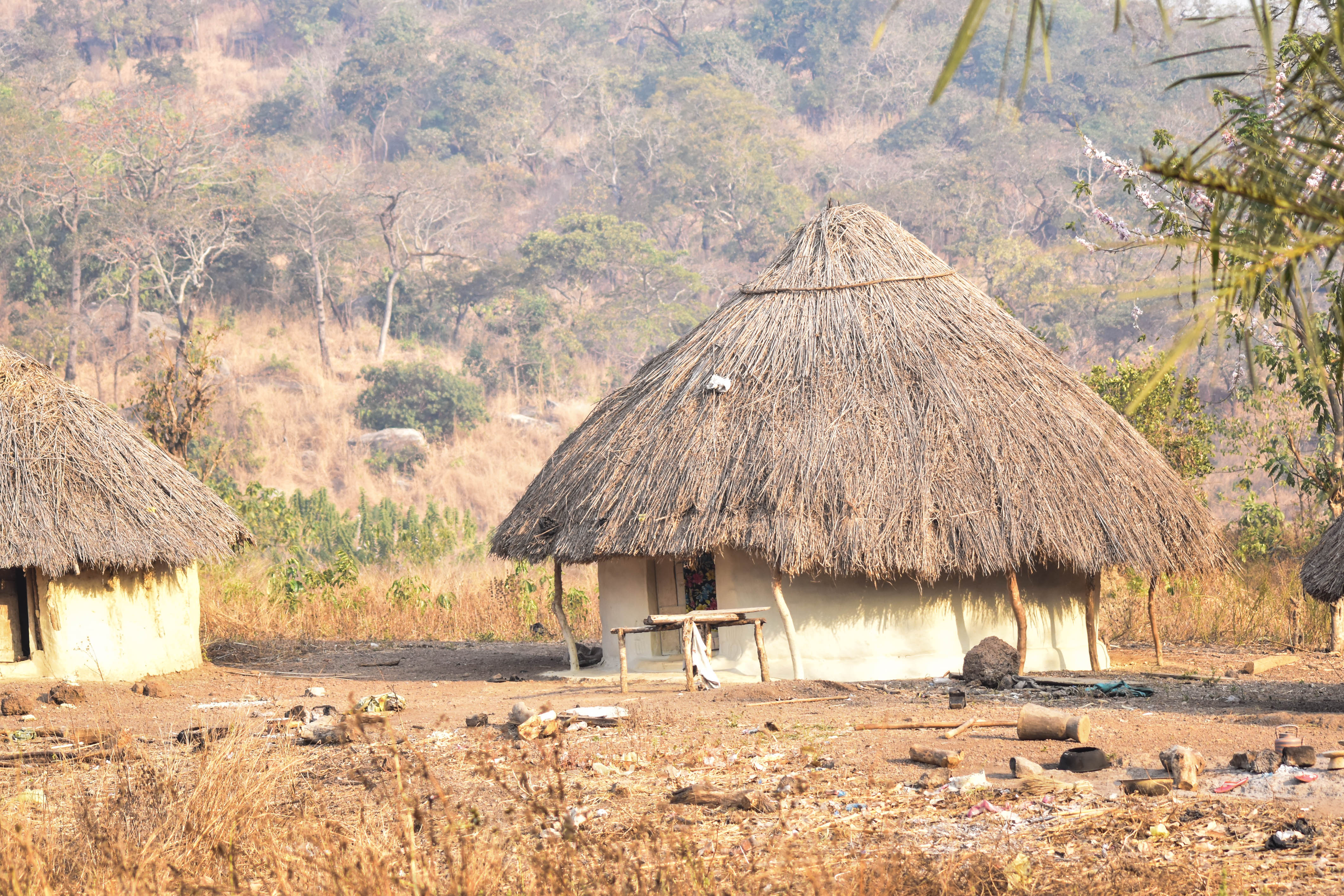
Dorpje in Mamou

1. Mamou-Centre
2. Bouliwel
3. Dounet
4. Gongoret
5. Kégnéko
6. Konkouré
7. Nyagara
8. Ouré-Kaba
9. Porédaka
10. Saramoussaya
11. Soyah
12. Téguéréya
13. Timbo
14. Tolo